# Oosterse purperkoet
De oosterse purperkoet (Porphyrio indicus) is een vogel uit de familie van de rallen, koeten en waterhoentjes (Rallidae).

## Verspreiding en leefgebied
Deze monotypische soort komt voor op Sumatra, Java, Borneo, Sulawesi en de zuidelijke Philipijnen.

## Status
De oosterse purperkoet komt niet als aparte soort voor op de lijst van het IUCN, maar is daar een ondersoort van de (gewone) purperkoet (P. porphyrio indicus).